# Glenea citrinopubens
Glenea citrinopubens es una especie de escarabajo del género Glenea, familia Cerambycidae. Fue descrita científicamente por Pic en 1926.
Habita en Camboya, China, Birmania y Vietnam. Esta especie mide 12-13 mm.